# Kékszegélyes papagájhal
A kékszegélyes papagájhal (Scarus ghobban) a sugarasúszójú halak (Actinopterygii) osztályának sügéralakúak (Perciformes) rendjébe, ezen belül a papagájhalfélék (Scaridae) családjába tartozó faj.

## Előfordulása
A kékszegélyes papagájhal az Indiai- és a Csendes-óceánokban honos. Előfordulási területe a Vörös-tengertől és a Dél-afrikai Köztársaság vizeitől a Húsvét-szigetig terjed. Elterjedésének északi határát Japán déli része, míg déli határát az ausztráliai Új-Dél-Wales képezi. További állományai vannak a Seychelle-szigetek környékén, valamint a Kaliforniai-öbölben és Ecuador partmenti vizeiben. A kékszegélyes papagájhal az első papagájhalféle, amely bejutott a Földközi-tenger keleti részébe, valószínűleg a Szuezi-csatornának köszönhetően.

## Megjelenése
Ez a halfaj általában 30 centiméter hosszú, de akár 90 centiméteresre is megnőhet. Fiatal korában sárga és kék sávok jellemzik. Idősebb korában nagyon hasonlít a Scarus forstenira.

## Életmódja

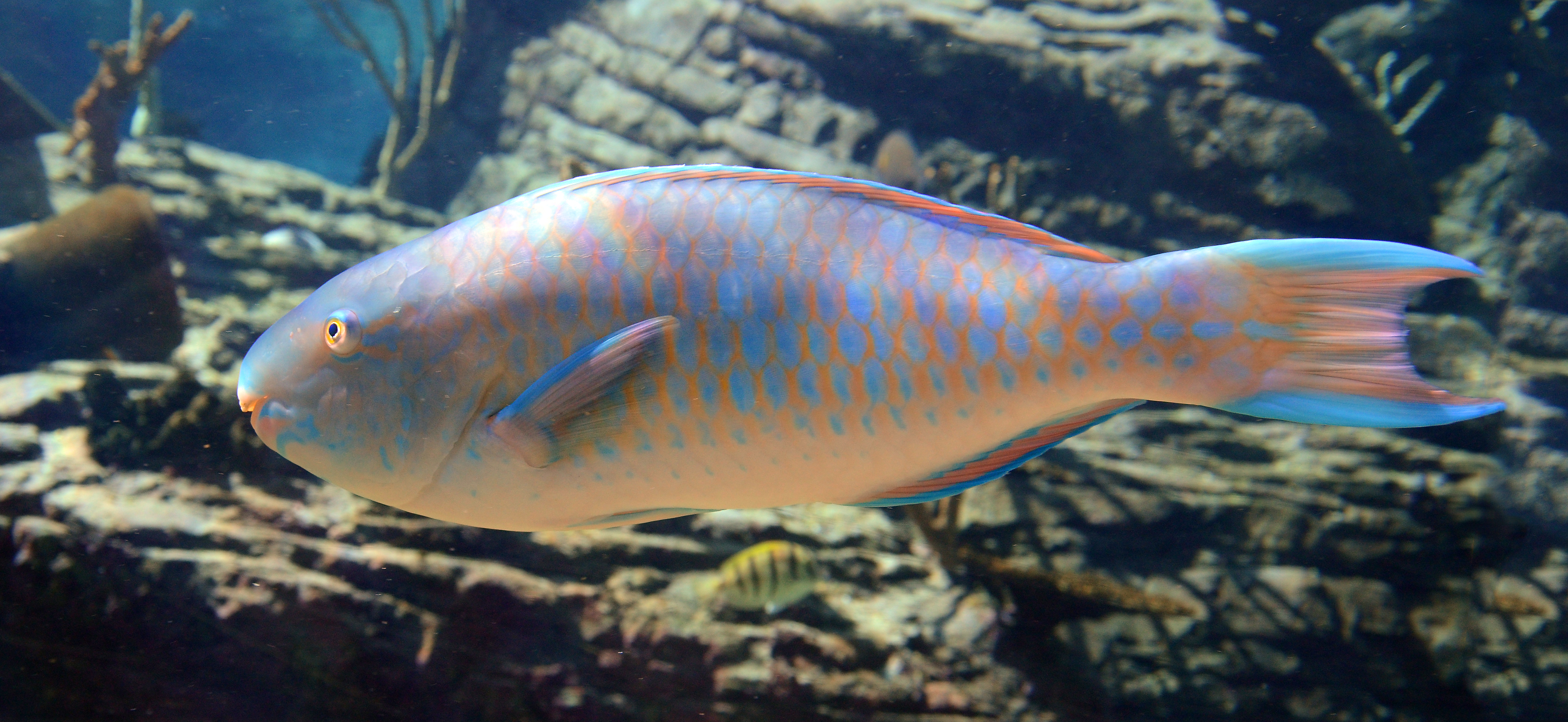
Egy példány az akváriumban

A kékszegélyes papagájhal megtalálható a trópusi sós- és brakkvízben is. A korallzátonyokon él, általában 3-36 méteres mélységben. A lagúnákba is beúszik. Sokszor magányos hal, de néha kisebb csoportokban is látható. A hímek a sekélyebb vizekben élnek, körülbelül 10 méteres mélységig, míg a nőstények a mélyebb vizeket kedvelik. Az ivadék a part,menti, iszapos és moszatos részeket keresi fel. Tápláléka algákból áll, amelyeket, erős csőrével, kövekről és virágállatokról kapar le. Legfeljebb 13 évig él. Egy bizonyos kor elérése után a nőstényekből hímek lesznek.

## Felhasználása
Ennek a papagájhalnak van ipari mértékű halászata. Az akváriumokban is kedvelik. Hálóval és egyéb halászati eszközzel halásszák. Általában frissen árusítják.